# Gil de Tàrent
Gil de Tàrent (en llatí Gillus o Gillos, en grec antic Γίλλος) fou un tarentí que va rescatar els nobles perses enviats per Darios I de Pèrsia en missió d'exploració amb el metge grec Demòcedes, metge de la cort grega que havia caigut presoner i després havia aconseguit fama i el favor del rei i la reina.
En arribar a Tàrent el rei Aristòfiles, els va fer presoners i Demòcedes va aprofitar el moment per escapar cap a la seva ciutat natal de Crotona on es va casar i s'hi va establir. Els perses van exigir la seva entrega però no els fou concedida.
La resta dels perses que havien arribat a la costa de Iapígia i havien estat fets presoners i reduïts a esclavitud, van ser rescatats per Gil. Darios li va oferir a Gil la recompensa que volgués a canvi de la seva llibertat i Gil va demanar ser restituït a la seva ciutat de Tàrent de la que havia estat desterrat, i va suggerir fer això amb la mediació de la gent de Cnidos, ciutat amb forts llaços amb Tàrent. L'intent de posar fi al seu desterrament no va reeixir, segons diu Heròdot.